# Dysschema fantasma
Dysschema fantasma là một loài bướm đêm thuộc phân họ Arctiinae, họ Erebidae.